# Генеральные инспекторы Кореи
Генеральный инспектор Кореи (яп. 朝鮮総督府政務総監, кор. 조선총독부 정무총감) — должность, существовавшая в Корее с 1910 по 1945 годы, когда она находилась под управлением Японии. Генеральный инспектор был вторым после генерал-губернатора должностным лицом в Корее. В его обязанности входила повседневная административная работа, в то время как генерал-губернатор формировал общий политический курс и координировал свою политику с центральным правительством в Токио. Также генеральный инспектор председательствовал в различных комиссиях по вопросам экономического и культурного развития Кореи, созываемых генерал-губернаторством. Генеральный инспектор мог быть назначен только из гражданских лиц.
Генеральный инспектор мог выступать в парламенте от имени генерал-губернатора и высказывать точку зрения, отличную от точки зрения министерства колоний.
В период протектората этой должности соответствовала должность заместителя генерал-резидента.
Все генеральные инспекторы в тот или иной период своей жизни были депутатами верхней палаты парламента Японской империи.

## Список генеральных инспекторов
|    | Имя                          | Портрет | Начало полномочий    | Окончание полномочий | Генерал-губернатор                 |
| -- | ---------------------------- | ------- | -------------------- | -------------------- | ---------------------------------- |
| 1  | Ямагата Исабуро (山県伊三郎) |         | 1 октября 1910 года  | 12 августа 1919 года | Тэраути Масатакэ, Хасэгава Ёсимити |
| 2  | Мидзуно Рэнтаро (水野錬太郎) |         | 12 августа 1919 года | 12 июня 1922 года    | Сайто Макото                       |
| 3  | Ариёси Тюити (有吉忠一)      |         | 12 июня 1922 года    | 4 июля 1924 года     | Сайто Макото                       |
| 4  | Симоока Тюдзи (下岡忠治)     |         | 4 июля 1924 года     | 22 ноября 1925 года  | Сайто Макото                       |
| 5  | Юаса Курахэй (湯浅倉平)      |         | 22 ноября 1925 года  | 23 декабря 1927 года | Сайто Макото                       |
| 6  | Икэгами Сиро (池上四郎)      |         | 23 декабря 1927 года | 4 апреля 1929 года   | Яманаси Хандзо                     |
| 7  | Кодама Хидэо (児玉秀雄)      |         | 4 апреля 1929 года   | 19 июня 1931 года    | Сайто Макото                       |
| 8  | Имайда Киёнори (今井田清徳)  |         | 19 июня 1931 года    | 5 августа 1936 года  | Угаки Кадзусигэ                    |
| 9  | Ооно Рокуитиро (大野緑一郎)  |         | 5 августа 1936 года  | 29 мая 1942 года     | Минами Дзиро                       |
| 10 | Танака Такэо (田中武雄)      |         | 29 мая 1942 года     | 24 июля 1944 года    | Коисо Куниаки                      |
| 11 | Эндо Рюсаку (遠藤柳作)       |         | 24 июля 1944 года    | 24 августа 1945 года | Абэ Нобуюки                        |